# Anonyx hurleyi
Anonyx hurleyi är en kräftdjursart som beskrevs av Edward Strieby Steele 1986. Anonyx hurleyi ingår i släktet Anonyx och familjen Uristidae. Inga underarter finns listade i Catalogue of Life.